# Estera Tenenbaum
Estera Tenenbaum (ur. 27 stycznia 1904 w Warszawie, zm. 1963 w Jerozolimie) – polsko-niemiecka biolog żydowskiego pochodzenia.
Urodziła się w Warszawie, następnie razem z rodzicami przeniosła się do Łodzi, gdzie uczęszczała do gimnazjum. Następnie studiowała na Uniwersytecie Jagiellońskim w Krakowie (1921–1923), a potem w Niemczech, na Uniwersytecie Humboldtów w Berlinie. W 1924 rodzice z młodszym bratem Estery emigrowali do Palestyny.

## Prace
- Beiträge zur vergleichenden Anatomie der Hautdrüsen der einheimischen anuren Batrachier auf ökologischer Grundlage. Zoologica Heft 78, Stuttgart: 1930
- Variabilität der Fleckengröße innerhalb der Palästinarasse von Epilachna chrysomelina. Die Naturwissenschaften 19, s. 490–493 (1931)
- The inhibitory effect of aqueous humor on the growth of cells in tissue cultures. American Journal of Ophthalmology 42, 1, s. 70–74 (1956)
- Cultivation of Adult Human Iris in Vitro. Archives of Ophthalmology 60, s. 312–318 (1958)
- Appearance of Crystalline Needles in Monkey Kidney Cell Cultures Infected with Poliomyelitis Virus and Incubated at 23°–30° C. Nature 184, s. 1657–1658 (1959)